# Scaphinotus ventricosus
Scaphinotus ventricosus is een keversoort uit de familie van de loopkevers (Carabidae). De wetenschappelijke naam van de soort werd in 1831 als Cychrus ventricosus gepubliceerd door Pierre Dejean.